# Aonidiella
Aonidiella är ett släkte av insekter. Aonidiella ingår i familjen pansarsköldlöss.

## Dottertaxa tillAonidiella, i alfabetisk ordning[1]
- Aonidiella abietina
- Aonidiella araucariae
- Aonidiella atlantorum
- Aonidiella aurantii
- Aonidiella bruni
- Aonidiella citrina
- Aonidiella comperei
- Aonidiella crenata
- Aonidiella ensifera
- Aonidiella eremocitri
- Aonidiella eugeniae
- Aonidiella godfreyi
- Aonidiella gracilis
- Aonidiella inornata
- Aonidiella lauretorum
- Aonidiella longicorna
- Aonidiella marginipora
- Aonidiella messengeri
- Aonidiella misrae
- Aonidiella orientalis
- Aonidiella pini
- Aonidiella pothi
- Aonidiella replicata
- Aonidiella rex
- Aonidiella schoutedeni
- Aonidiella simplex
- Aonidiella sotetsu
- Aonidiella taorensis
- Aonidiella taxus
- Aonidiella tectaria
- Aonidiella tinerfensis
- Aonidiella tsugae